# Irma Soriano
María Inmaculada de la Concepción Jerónima Soriano Bolívar más conocida como Irma Soriano (Andújar, Jaén; 30 de septiembre de 1963) es una actriz y presentadora de televisión española conocida en sus inicios por colaborar y presentar programas junto a Jesús Hermida.

## Trayectoria profesional

### Inicios: la radio
Sus primeros pasos profesionales los dio en el mundo de la radio, en la SER. Trabajó en Radio Jaén y luego en Radio Madrid, junto a Iñaki Gabilondo a partir de 1984. Al año siguiente da el gran salto a la televisión y comienza a trabajar en los servicios informativos de Televisión Española.

### Popularidad: Televisión Española
Pero su gran oportunidad le llega de la mano del periodista Jesús Hermida, al que, en 1987, se le encargó poner en marcha el primer magazine matinal en la historia de la televisión en España, con tres horas de duración.
Para ese programa, que se tituló Por la mañana, Hermida seleccionó un equipo de nuevos profesionales, desconocidos en ese momento para la mayoría del público, entre los que despuntó Irma Soriano, que se encargaba de presentar la sección de concursos.
El éxito del programa fue tal, que Irma Soriano se vio catapultada a la popularidad, junto a otras compañeras de plató, que pasaron a conocerse como "Chicas Hermida": Consuelo Berlanga, Nieves Herrero, o incluso la ya entonces veterana periodista radiofónica María Teresa Campos.
Una vez finalizado el programa, en 1989, continúa con Hermida y posteriormente con María Teresa Campos en A mi manera (1989-1990), una adaptación de Por la mañana al horario de tarde.

### Consagración: Antena 3 Television
Con la llegada de las televisiones privadas, en 1990, Irma Soriano se incorpora a Antena 3 Television, donde sustituye a Mayra Gómez Kemp en el espacio La ruleta de la fortuna (1990-1991) y luego a José Coronado en el concurso El Gordo (1991-1992).
Tras presentar el magazine Esto se anima (1993), el espacio Quiéreme mucho (1994) y el programa de chistes Refrescante 95 (1995), en la misma cadena, finaliza su contrato con Antena 3 Television y regresa a Andalucía.
Durante esta etapa colaboró también con el Diario Ya escribiendo la columna La vida es juego, y a partir de 1994 comienza a colaborar en el programa de radio Hoy por hoy.

### Etapa en las cadenas autonómicas
En 1996 se incorpora a Canal Sur, cadena en la que permanece durante varios años y en la que presenta sucesivamente De tarde en tarde (1996-1999), El Programa de Irma (1999-2000), Escalera de color (2001) e Irma de Noche (2003-2004), al tiempo que en radio conduce el espacio Por la mañana con Irma Soriano. De su paso por De tarde en tarde es recordado el espeluznante testimonio el día 4 de diciembre de 1997 de Ana Orantes, una mujer maltratada por su marido durante 40 años, que tras 13 días después de su entrevista con ella en su programa, fue asesinada por él.
Cabe recordar que Irma presentó la gala de Nochevieja Irma de 2004 de Canal Sur, la fiesta de Fin de Año para pasar de 2003 a 2004 con más de 40 artistas en los que se encontraban 
Julio Iglesias, Isabel Pantoja, Ana Belén, David Bustamante, Azúcar Moreno, Chenoa, Papá Levante, Chayanne, Rosa López, Juan Pardo, La Oreja de Van Gogh, Hugo Salazar, David Civera, Álex Ubago, Andy y Lucas, Los del Río, Natalia, Sergio Dalma, Nuria Fergó, Café Quijano, Rosario Flores, Álex Casademunt, Tamara, Rosana, Antonio Orozco, Bertín Osborne, El Consorcio, Manu Tenorio y Miguel Nández.
Desde 2002 trabaja en la cadena autonómica de Castilla-La Mancha Televisión, donde ha conducido el espacio Irma de Tarde (2002-2007).
En 2008 condujo un programa en la cadena autonómica de Murcia (7 Región de Murcia) los lunes en horario de prime time, titulado Así es la vida con Irma Soriano.
En septiembre de 2010 vuelve a Canal Sur para presentar el programa Mira la vida, magacín matinal.

### Regreso a la televisión nacional
Entre 2010 y 2012 participa en varios espacios de Telecinco como ¡Qué tiempo tan feliz!, de María Teresa Campos, Resistiré, ¿vale?, La noria o Vuélveme loca. Vuelve a la cadena como concursante de Gran Hermano VIP en 2017 y en 2019 con el concurso culinario Ven a cenar conmigo: Gourmet edition.
Durante 2011 y 2012 colabora en Te damos la mañana, presentado por Inés Ballester en Trece. En esa misma cadena presenta las películas del ciclo "Cine Western", de emisión diaria, entre 2012 y 2019.
En 2012 en los Estudios Buñuel colabora en la Gala Inocente, Inocente de La 1 actuando con otros famosos en unos números musicales recordando programas que se habían grabado en estos estudios.

### Nueva Etapa
En 2019 inicia una nueva etapa en su carrera con el espacio Irma la arma que publica cada semana en YouTube. Proyecto que compagina con colaborar en el programa Un año de tu vida en Canal Sur Televisión y desde 2020 con una colaboración semanal en la versión radiofónica de Madrid directo en Onda Madrid, presentados por Toñi Moreno y Nieves Herrero respectivamente.

### Vida personal
Es hija de Juan Soriano Urbano y de Rafaela Bolívar. Su padre fue uno de los fundadores de la Hermandad del Rocío de Jaén.
Tiene cuatro hijos: dos (Triana de los Reyes y Antonio José), nacidos de su primer matrimonio con el abogado y escritor José Antonio Gómez Gómez, y los otros dos (Carmen y Luis Juan) son de su segundo y actual matrimonio con el cámara de televisión Mariano Navarro Serrano.
Fue Miss Andalucía Oriental en 1980, cuando estudiaba el bachillerato.

## Filmografía

### Programas de televisión
| Programas de televisión | Programas de televisión               | Programas de televisión       | Programas de televisión |
| Año                     | Título                                | Cadena                        | Notas                   |
| ----------------------- | ------------------------------------- | ----------------------------- | ----------------------- |
| 1987 - 1989             | Por la mañana                         | La 1                          | Colaboradora            |
| 1989 - 1990             | A mi manera                           | La 1                          | Presentadora            |
| 1990 - 1991             | La ruleta de la fortuna               | Antena 3 Television           | Presentadora            |
| 1991 - 1992             | El Gordo                              | Antena 3 Television           | Presentadora            |
| 1993                    | Esto se anima                         | Antena 3 Television           | Presentadora            |
| 1993                    | Campanadas 1993-1994                  | Antena 3 Television           | Presentadora            |
| 1994                    | Quiéreme mucho                        | Antena 3 Television           | Presentadora            |
| 1995                    | Refrescante 95                        | Antena 3 Television           | Presentadora            |
| 1996                    | Lluvia de estrellas                   | Antena 3 Television           | Jurado                  |
| 1996                    | Menudo show                           | Antena 3 Television           | Colaboradora            |
| 1996 - 1997             | Noche de coplas                       | Antena 3 Television           | Presentadora            |
| 1996 - 1999             | De tarde en tarde                     | Canal Sur Television          | Presentadora            |
| 1997                    | Menudas estrellas                     | Antena 3 Television           | Jurado                  |
| 1999 - 2000             | El programa de Irma                   | Canal Sur Television          | Presentadora            |
| 2001                    | Escalera de color                     | Canal Sur Television          | Presentadora            |
| 2003 - 2004             | Irma de noche                         | Canal Sur Television          | Presentadora            |
| 2002 - 2007             | Irma de tarde                         | Castilla-La Mancha Televisión | Presentadora            |
| 2007 - 2009             | Castilla-La Mancha busca una estrella | Castilla-La Mancha Televisión | Presentadora            |
| 2008 - 2009             | Así es la vida con Irma Soriano       | 7 Televisión Región de Murcia | Presentadora            |
| 2010 - 2011             | ¡Qué tiempo tan feliz!                | Telecinco                     | Colaboradora            |
| 2010 - 2011             | Resistiré, ¿vale?                     | Telecinco                     | Colaboradora            |
| 2010 - 2011             | Mira la vida                          | Canal Sur Television          | Presentadora            |
| 2010 - 2012             | La noria                              | Telecinco                     | Colaboradora            |
| 2011 - 2012             | Te damos la mañana                    | 13TV                          | Colaboradora            |
| 2012                    | Vuélveme loca                         | Telecinco                     | Copresentadora          |
| 2012 - 2019             | Cine Western                          | Trece                         | Presentadora            |
| 2015                    | La ruleta de la suerte                | Antena 3 Television           | Presentadora invitada   |
| 2016 - 2017             | Hoy es noticia                        | Trece                         | Colaboradora            |
| 2016 - 2018             | Hora punta                            | La Primera                    | Colaboradora            |
| 2017                    | Sábado Deluxe                         | Telecinco                     | Colaboradora            |
| 2017                    | Spain is Different                    | 13TV                          | Colaboradora            |
| 2019 - presente         | Un año de tu vida                     | Canal Sur                     | Colaboradora            |
| 2019                    | Campanadas 2019-2020                  | YouTube                       | Presentadora            |
| 2020                    | Tu cara me suena                      | Antena 3 Television           | Comentarista            |
| 2021                    | Veinte conmigo                        | CMTV                          | Presentadora            |
| 2022                    | Sábado Deluxe                         | Telecinco                     | Invitada                |
| 2023 - presente         | Y ahora Sonsoles                      | Antena 3                      | Colaboradora            |
| 2023                    | Cuentos chinos                        | Telecinco                     | Colaboradora            |
| 2023                    | Gente maravillosa                     | Canal Sur Televisión          | Invitada                |

### Películas
| Películas | Películas               | Películas | Películas    |
| Año       | Título                  | Personaje | Notas        |
| --------- | ----------------------- | --------- | ------------ |
| 1986      | Preámbulo a un silencio | Irma      | Cortometraje |
| 2005      | Queridos reyes magos    | Madre     | Cortometraje |

### Series de televisión
| Series de televisión | Series de televisión | Series de televisión | Series de televisión |
| Año                  | Título               | Personaje            | Notas                |
| -------------------- | -------------------- | -------------------- | -------------------- |
| 1991                 | Farmacia de guardia  | Clienta              | 1 episodio           |

### Concursos de televisión y realities
| Concursos de televisión y realities | Concursos de televisión y realities  | Concursos de televisión y realities | Concursos de televisión y realities |
| Año                                 | Título                               | Cadena                              | Información                         |
| ----------------------------------- | ------------------------------------ | ----------------------------------- | ----------------------------------- |
| 2017                                | Gran Hermano VIP                     | Telecinco                           | Concursante                         |
| 2019                                | Ven a cenar conmigo: Gourmet edition | Telecinco                           | Concursante                         |
| 2020                                | El cazador                           | La 1                                | Concursante VIP                     |
| 2020                                | ¡Ahora caigo!                        | Antena 3                            | Concursante VIP                     |
| 2022                                | Mediafest Night Fever                | Telecinco                           | Concursante                         |

### Radio
| Radio         | Radio                | Radio       | Radio        |
| Año           | Título               | Cadena      | Información  |
| ------------- | -------------------- | ----------- | ------------ |
| 2020-presente | Madrid directo Radio | Onda Madrid | Colaboradora |

## Premios y nominaciones
- Antena de Oro de 1992, Mejor presentadora por El Gordo, Ganadora.
- TP de Oro de 1991, Mejor presentadora por El Gordo, Nominada.
- Antena de Oro 2004, Mejor presentadora de autonómicas por Irma de tarde, Ganadora.
- Premio Al-Andalus de 2011.
- Premio Jaén Paraiso Interior de 2015.
- Mejor comunicadora por Mira la vida, Ganadora.
- En 2023 recibió La Bandera de Andalucía de Jaén a la Proyección de la Provincia.[2]